# Ulrich Egerer
Ulrich „Ulli“ Egerer (* 14. April 1943) ist ein ehemaliger deutscher Fußballspieler, der 1966/67 für die BSG Wismut Gera in der DDR-Oberliga, der höchsten Spielklasse im DDR-Fußball, spielte.

## Sportliche Laufbahn
Bis 1962 spielte Egerer bei der Betriebssportgemeinschaft (BSG) Chemie im thüringischen Bad Köstritz, deren 1. Fußballmannschaft in der fünftklassigen Bezirksklasse Gera vertreten war. Danach wechselte er zum zweitklassigen DDR-Ligisten Wismut Gera, wo er 1962/63 in der 2. Mannschaft in der viertklassigen Bezirksliga spielte. In den folgenden zwei Spielzeiten wurde er bei 60 ausgetragenen DDR-Liga-Spielen 14-mal eingesetzt. Als sich die BSG Wismut 1965/66 den Aufstieg in die DDR-Oberliga erkämpfte, war Egerer bei 14 der 30 Punktspiele dabei.
In der Oberligasaison 1966/67 kam Egerer in 17 der 26 Punktspiele zum Einsatz. Dabei kam ihm zugute, dass Wismut Gera über die gesamte Saison mit Spielerausfällen zu kämpfen hatte. Als Ersatzspieler wurde er immer wieder auf unterschiedlichen Positionen im Angriff und im Mittelfeld aufgeboten. Wismut Gera schloss die Saison als Tabellenletzter ab und musste nach einem Jahr wieder in die DDR-Liga absteigen.
Nachdem Egerer 1967/68 mit 22 Einsätzen bei 30 Ligaspielen endlich zum Stammspieler bei der BSG Wismut aufgerückt war, wurde er nach nur einem Punktspieleinsatz der Saison 1968/69 im November 1968 für 18 Monate zum Wehrdienst in der Nationalen Volksarmee eingezogen. Während dieser Zeit konnte er bei der Armeesportgemeinschaft Vorwärts Stralsund in der DDR-Liga weiter Fußball spielen. Bis zum April 1970 kam er in Stralsund in 26 von 43 möglichen Punktspielen zum Einsatz.
Anschließend kehrte Egerer zur BSG Wismut Gera zurück und bestritt im Rest der Spielzeit 1969/70 noch ein Punktspiel für Gera in der DDR-Liga. In den Spielzeiten 1970/71 bis 1973/74 gehörte Egerer lediglich zum erweiterten Spielerstamm. Von den 96 ausgetragenen DDR-Liga-Spielen bestritt er lediglich 55 Partien. In seiner letzten DDR-Liga-Saison 1973/74 kam er noch einmal in elf von 22 Punktspielen zum Einsatz. Da die BSG Wismut Staffelsieger geworden war, beteiligte sie sich an den Aufstiegsspielen zur Oberliga, blieb aber als Tabellenletzter erfolglos. In den acht Spielen wurde Egerer dreimal eingesetzt. Nachdem er im Sommer 1974 vom Leistungssport Abschied genommen hatte, konnte er auf 17 Oberligaspiele und 133 Zweitligabegegnungen (davon 26 für Vorwärts Stralsund) zurückblicken. Nur in der DDR-Liga erzielte er für Wismut Gera fünf Tore.